# Pacto de Sangue
Pacto de Sangue est une série télévisée dramatique policière brésilienne créée par Lucas Vivo et produite par Intro Pictures librement basée sur l'histoire réelle de Wallace Souza, une personnalité de la télévision brésilienne d'Amazonas, qui a été accusée d'avoir commandé une série de meurtres pour améliorer les audiences de son émission policière[réf. nécessaire].
La première saison, de huit épisodes, a été diffusée sur Space au Brésil à partir d'août 2018,  et sur Netflix dans certains pays à partir d'octobre 2018

## Synopsis
Silas Campello est un journaliste de télévision ambitieux et charismatique qui devient un célèbre présentateur de programmes de police et l'un des noms les plus puissants de l'État de Pará. Cependant, pour atteindre cette renommée, il a pu emprunter les chemins les plus détournés. Avec l'aide de son frère Edinho, il entretient des alliances avec des criminels où il a ordonné des meurtres pour pouvoir les afficher à la télévision, augmentant encore son audience.

## Distribution

### Acteurs principaux
- Guilherme Fontes : Silas Campello
- Ravel Cabral : Roberto Moreira
- André Ramiro : Soares
- Jonathan Haagensen : Trucco
- Adriano Garib : Edinho
- Mel Lisboa : Gringa
- Paulo Miklos : Mauro Caceres
- Fúlvio Stefanin : Simão
- Gracindo Júnior : Amaral
- Cristina Lago  : Renata
- Mika Guluzian : Mari Campello
- Sílvio Restiffe :  Milton
- Adriano Bolshi : Batista
- Daniel Torres : Sacerdote
- Guilherme Rodio :Osmir

## Épisodes
1. TV Novo Pará
2. A Floresta Não Tem Dono
3. Cardápio Completo
4. Do Prazer à Morte
5. Bruxa do Mal
6. Perna ou Braço?
7. Fantasmas do Passado
8. Acerto de Contas